# PRS Guitars
Pour les articles homonymes, voir PRS.
PRS Guitars est une entreprise américaine produisant des guitares – et des basses en faible quantité – fondée par Paul Reed Smith en 1985 à Annapolis (Maryland), puis emménage en 1995 à Stevensville (Maryland).

## Données techniques

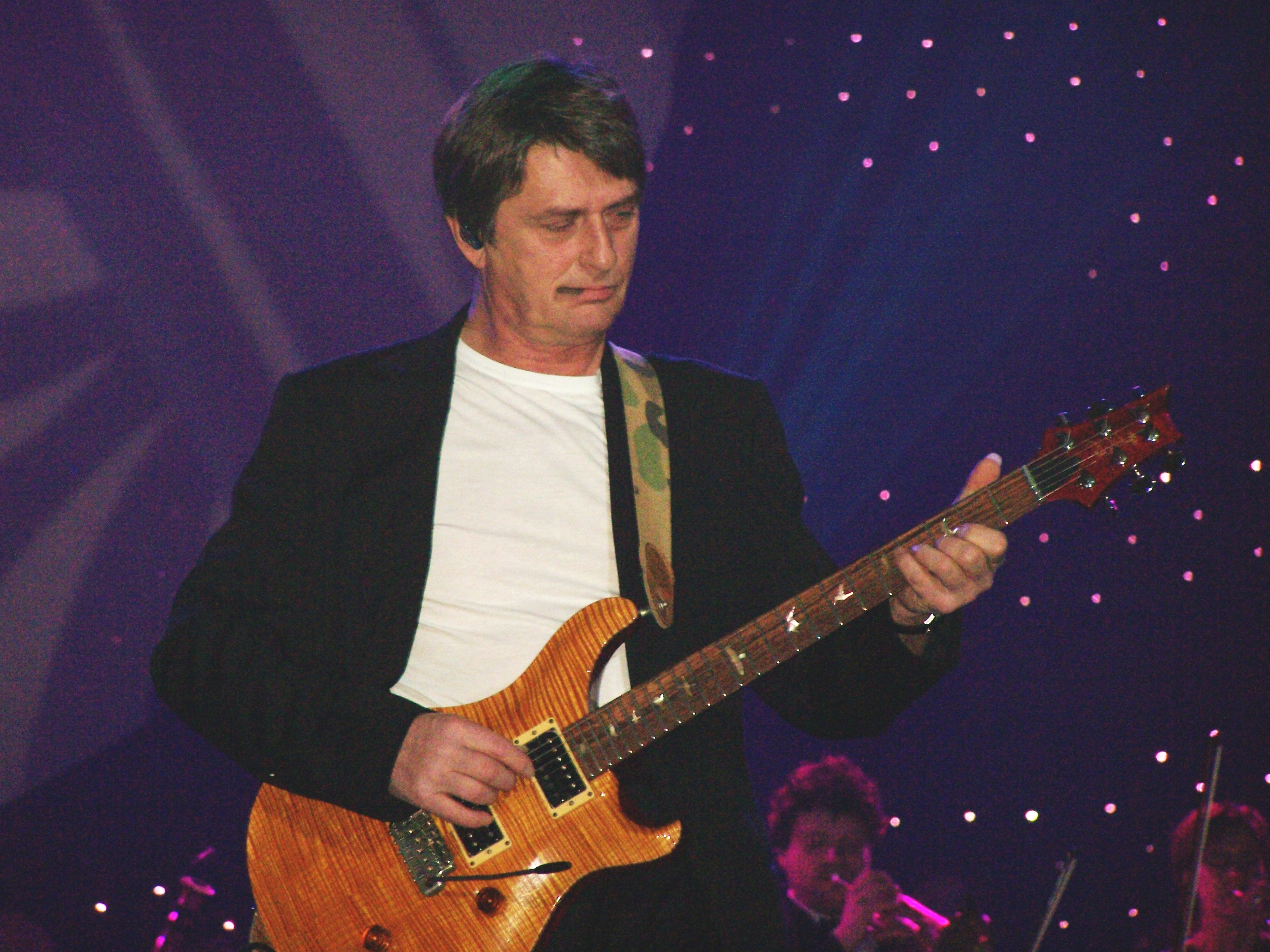
Mike Oldfield avec sa Custom 24 en décembre 2006 à la Festhalle de Francfort

Les guitares PRS sont renommées pour leur sustain et leur justesse jusqu'aux dernières frettes (aigus extrêmes). Le son est assez typé, mais droit. Les accords sonnent distinctement, ce qui permet de jouer des morceaux habituellement réservés à l'acoustique.
Les guitares PRS sont particulièrement adaptées au jazz réclamant un son propre et chaud. Le radius du manche et la finesse de la table offrent un bon confort de jeu.
Certains modèles possèdent un vibrato.
La forme principale des guitares PRS est caractéristique de la marque. Le corps est inspiré des modèles Gibson Les Paul, mais une défonce contournant la table (german carve) donne un relief particulier. Cette esthétique reprend celle que le luthier Roger Rossmeisl imposa à la marque Rickenbacker avec les modèles Combo dès 1950. Les potentiomètres ainsi que les interrupteurs sont logés dans des excavations, signes propres à la marque. Un brevet, déposé en 2004, est consacré à la forme des boutons de potentiomètres commercialisés sous le nom de lampshade knobs. Les repères de la touche sont le plus souvent constitués d'oiseaux prenant leur envol ou bien des demi-lunes en nacre. Plusieurs modèles luxueux témoignent du savoir-faire de ce luthier comme le Dragon (1982, 1992, 1994, 1999, 2002, 2005) pouvant atteindre plus de 10 000 euros (2014). On trouve également des modèles "signature" et une série "private stock" qui désigne un ensemble de finitions exemplaires.
En 1994, Paul Reed Smith crée le modèle McCarty, en hommage à Ted McCarty de Gibson. Ensemble, ils conçoivent les micros McCarty équipant ces modèles. Ils seront produits jusqu'en 2007. Le changement du lieu de production en 1995 est accompagné d'une augmentation des salariés de l'entreprise, qui passe de 40 à 80. Ce changement est souvent perçu par les puristes comme le passage d'un état pré-industriel à un état industriel.
Paul Reed Smith est également à l'origine du dépôt de 27 brevets de 1982 à 2012. Ceux-ci concernent la fabrication de guitares électriques, l'amélioration de leur production, de la teinture, des micros humbuckers, du chevalet et des systèmes de fixation des cordes.

## Gammes
La marque propose différentes gammes :
- modèles SE ("Student Edition") : guitares fabriquées en Indonésie, représentant l'entrée de gamme ;
- modèles S2 : guitares fabriquées dans le Maryland (USA). Gamme intermédiaire entre les SE et la série CORE ;
- modèles CORE : gamme standard historique de PRS, fabriquée dans le Maryland ;
- modèles Bolt-On : gamme composée de variantes à manches vissés de la série CORE (CE = « Classic Electric ») ;
- Private Stock : haut de gamme de la marque, on y retrouve notamment les commandes sur-mesures, et fait également office de "laboratoire" pour tester les innovations du fabricant. Équivalent du « Custom Shop » de Fender ou Gibson.

## Produits proposés en 2023

### Guitares et basses
Article détaillé : Liste des guitares et basses PRS

### Amplificateurs et pédales
Article détaillé : Liste des amplificateurs et pédales d’effets PRS

## Guitaristes célèbres utilisant ou ayant utilisé les guitares PRS

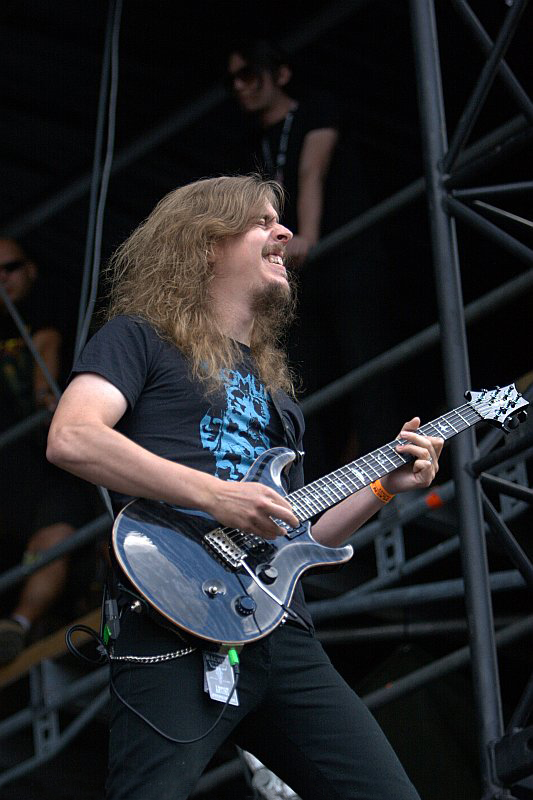
Mikael Åkerfeldt au Wacken Open Air avec Opeth en 2006

- Mikael Åkerfeldt au Wacken Open Air avec Opeth en 2006Mikael Akerfeldt, guitariste et chanteur du groupe suédois Opeth
- Paul Allender, guitariste de Cradle Of Filth (modèle sur mesure)
- Ian Bairnson, Alan Parsons Project
- Brad Delson du groupe Linkin Park
- Al Di Meola
- Robben Ford (modèle Mc Carty[4] et touche avec repères Œil-de-tigre "Tiger Eyes")
- Peter Frampton
- Gary Grainger
- Cody Kilby
- Mickael Rigonnaux du groupe SITEC
- Mike Einziger du groupe Incubus
- Chad Kroeger du groupe Nickelback
- Dave Baksh, du groupe Sum 41
- Alex Lifeson, guitariste de Rush
- Dave Navarro, guitariste de Jane's Addiction et des Red Hot Chili Peppers (modèle SE Dave Navarro JW de couleur blanche "jet white")
- Ted Nugent
- Tony McManus
- Brent Mason
- Mike Oldfield

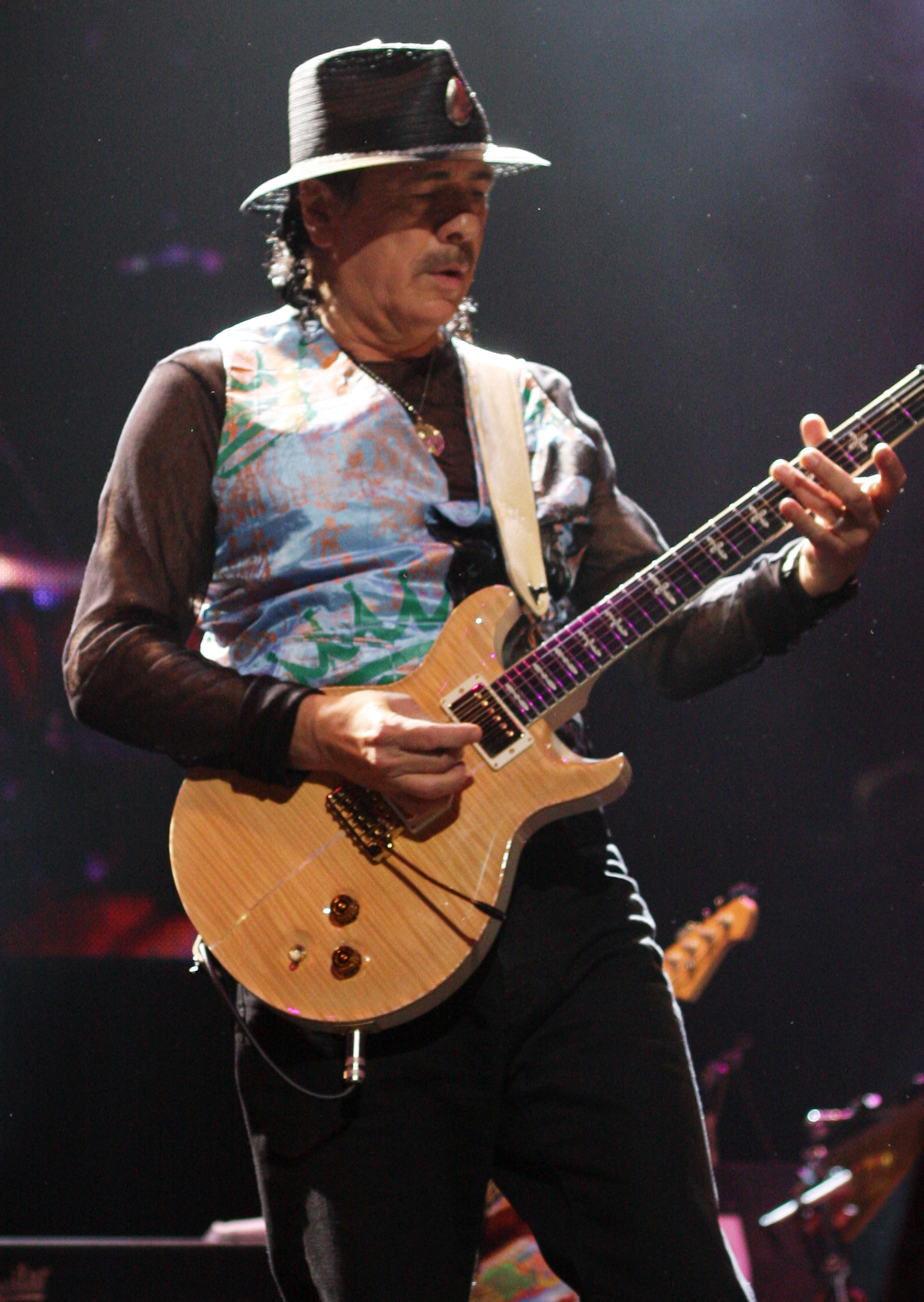
Carlos Santana sur scène

- Carlos Santana sur scène Carlos Santana adopte la guitare PRS pour sa sonorité proche du saxophone. Il deviendra l’un des artistes phares de la marque.
- Mark Lettieri
- Neal Schon, guitariste de Journey
- Martin Simpson
- Phil Campbell du groupe Motörhead
- Bruce Springsteen
- Mark Tremonti
- Mark Holcomb du groupe Periphery

- Myles Kennedy (Alter Bridge, Slash ft. Myles Kennedy and the conspirators)

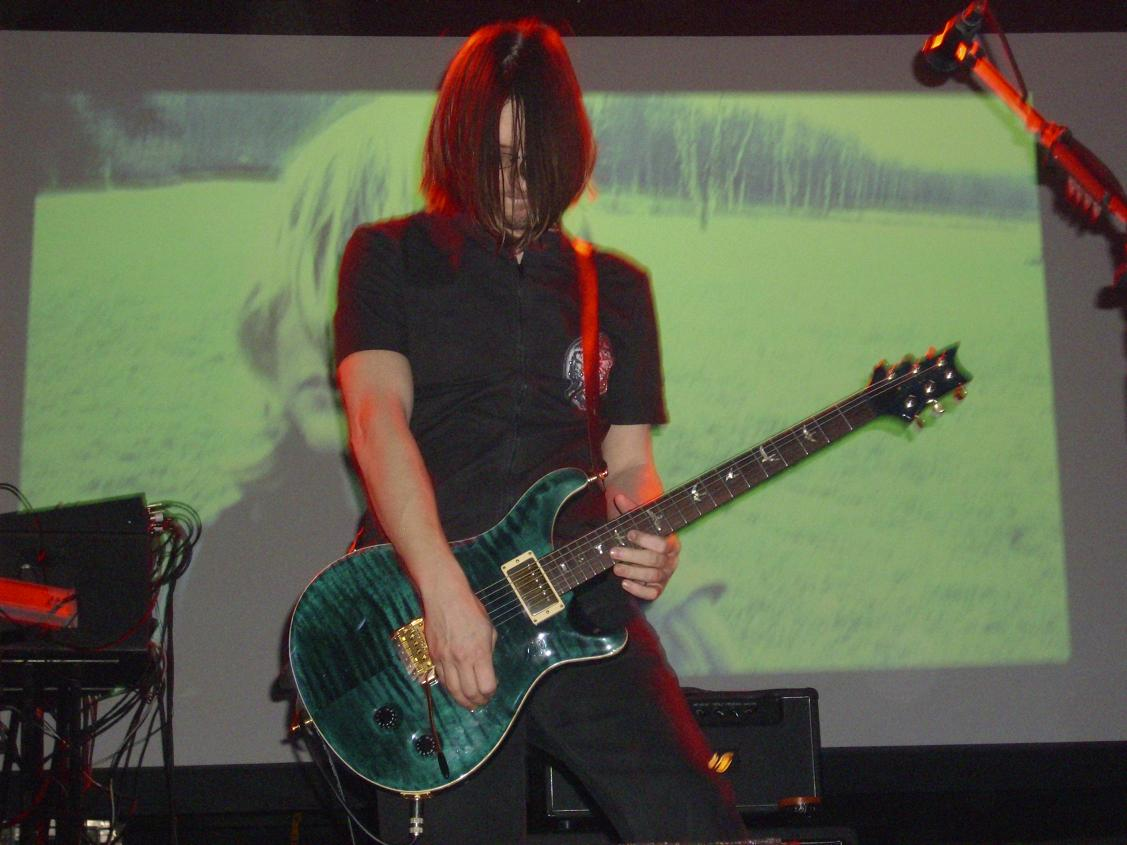
Steven Wilson et sa PRS sur scène avec Porcupine Tree en 2008

- Steven Wilson de Porcupine Tree (principalement sur une Singlecut et une Custom 22, visible ci-contre)

- Fredrik Åkesson de Opeth
- Johnny Hiland qui n'est resté qu'un an sur PRS. NB: son modèle "Signature" est, par conséquent, assez rare.
- John Mayer, qui possède un modèle signature nommé Silver Sky largement inspiré de la Fender Stratocaster, disponible dans les séries SE et Bolt-On
- John McLaughlin
- Scott Stevens du groupe The Exies
- Jakko Jakszyk de King Crimson, principalement sur une Custom 24 Piezo
- TORU du groupe ONE OK ROCK
- Orianthi Panagaris
- La guitariste Kanami Tōno (Band-Maid) à recevoir une guitare signature en novembre 2024
- Daniela Villarreal Velez du groupe The Warning
- Dubos Florian du groupe Kyo
- Simon McBride, le nouveau guitariste de Deep Purple